# Dobšice (okres Nymburk)
Dobšice jsou obec v okrese Nymburk ve Středočeském kraji. Leží asi dvanáct kilometrů východně od města Poděbrady. Žije v nich 257 obyvatel. Ve vsi se nachází Muzeum Keltů s uměle vytvořeným oppidem. K obci patří i základní sídelní jednotka Libněves.

## Název
Původní název vsi Dobrčice byl odvozen z osobního jména Dobřec či Dobrek ve významu ves lidí Dobrcových (Dobrekových). Obtížně vyslovitelná skupina hlásek -brč- se postupně změnila v -bš-. V historických pramenech se jméno vsi objevuje ve tvarech: Dobrczicz (1379), „in villa Dobrcziczich“ (1382), de Dobrczicz (1415), in Dobrticzich (1445), Dobczicze (1517), Dobcžicze (1654), Dobschitz (1790 a 1835), úředně Dobčice (1854) a Dobšice nebo též Dobčice (1904).

## Historie
První písemná zmínka o obci pochází z roku 1379.
V obci Dobšice (přísl. Libněves, 530 obyvatel) byly v roce 1932 evidovány tyto živnosti a obchody: cukrovar Libněves akc. spol., 3 hostince, kovář, obuvník, rolník, 2 obchody se smíšeným zbožím, švadlena, trafika, velkostatek cukrovaru Libněves.

## Obyvatelstvo
| Rok            | 1869 | 1880 | 1890 | 1900 | 1910 | 1921 | 1930 | 1950 | 1961 | 1970 | 1980 | 1991 | 2001 | 2011 | 2021 |
| -------------- | ---- | ---- | ---- | ---- | ---- | ---- | ---- | ---- | ---- | ---- | ---- | ---- | ---- | ---- | ---- |
| Počet obyvatel | 480  | 528  | 514  | 487  | 485  | 498  | 472  | 384  | 371  | 319  | 282  | 220  | 186  | 210  | 245  |
| Počet domů     | 45   | 60   | 60   | 65   | 75   | 70   | 87   | 123  | 114  | 114  | 98   | 120  | 118  | 119  | 123  |

## Obecní správa

### Územněsprávní začlenění
Dějiny územněsprávního začleňování zahrnují období od roku 1850 do současnosti. V chronologickém přehledu je uvedena územně administrativní příslušnost obce v roce, kdy ke změně došlo:
- 1850 země česká, kraj Jičín, politický okres Poděbrady, soudní okres Městec Králové[8]
- 1855 země česká, kraj Jičín, soudní okres Městec Králové
- 1868 země česká, politický okres Poděbrady, soudní okres Městec Králové
- 1939 země česká, Oberlandrat Kolín, politický okres Poděbrady, soudní okres Městec Králové[9]
- 1942 země česká, Oberlandrat Hradec Králové, politický okres Nymburk, soudní okres Městec Králové[10]
- 1945 země česká, správní okres Poděbrady, soudní okres Městec Králové[11]
- 1949 Pražský kraj, okres Poděbrady[12]
- 1960 Středočeský kraj, okres Nymburk
- 2003 Středočeský kraj, okres Nymburk, obec s rozšířenou působností Poděbrady

### Obecní symboly
Znak a vlajka byly obci uděleny rozhodnutím předsedy Poslanecké sněmovny Parlamentu České republiky dne 22. října 2008.

## Doprava
Do obce vedou silnice III. třídy. Okrajem území obce prochází dálnice D11 s exitem 50 (Dobšice). V obci je nádraží Dobšice nad Cidlinou, které leží na železniční trati Velký Osek – Choceň. Je to jednokolejná elektrizovaná celostátní trať, doprava v úseku Velký Osek - Chlumec nad Cidlinou byla zahájena roku 1870. Obcí v roce 2011 projížděly autobusové linky Městec Králové – Kolín (v pracovních dnech tři spoje) a Poděbrady–Žehuň (v pracovních dnech pět spojů, dopravce Okresní autobusová doprava Kolín). Železniční stanicí Dobšice nad Cidlinou jezdilo v pracovní dny sedm párů spěšných vlaků Kolín–Trutnov a dva páry osobních vlaků, o víkendech 6 párů spěšných vlaků a jeden pár osobních vlaků.

## Rodáci
- Josef Navrátil – Ratili (1840–1912), tenorista a sbormistr prvního gruzínského sboru lidových písni
- Zdeněk Pohl (1907–1986), motocyklový a automobilový závodník

## Galerie

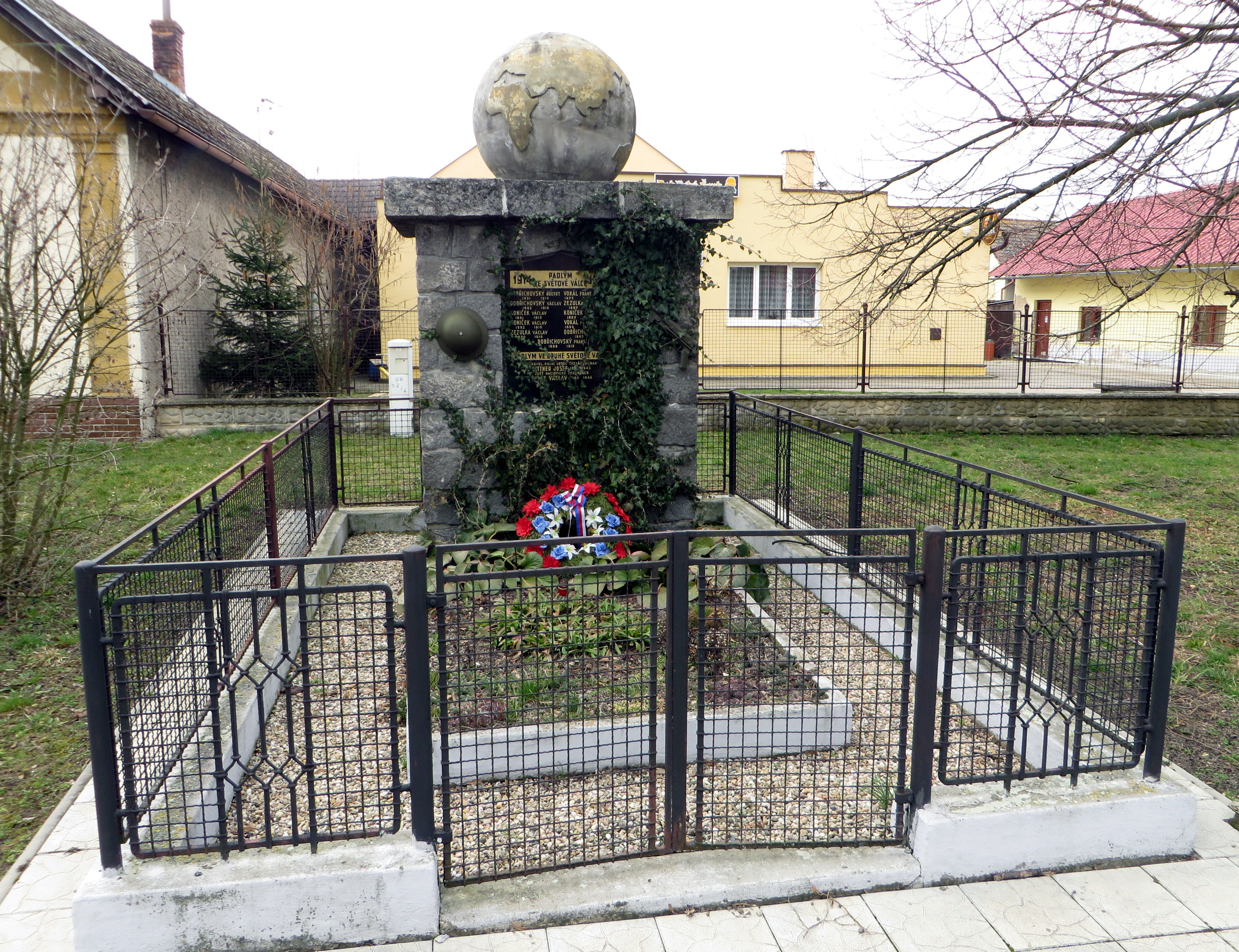
Památník padlým ve světových válkách
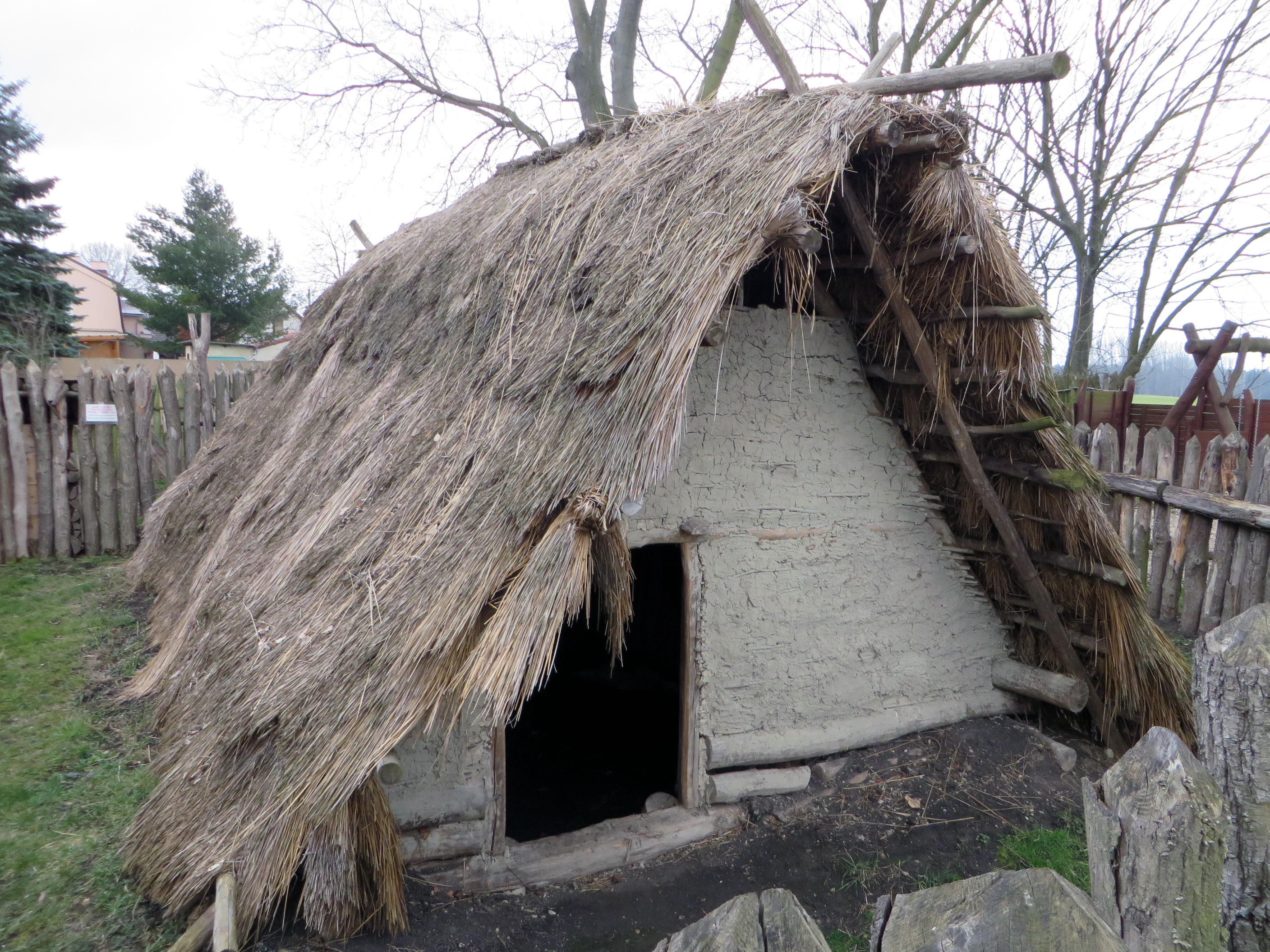
Keltský archeoskanzen
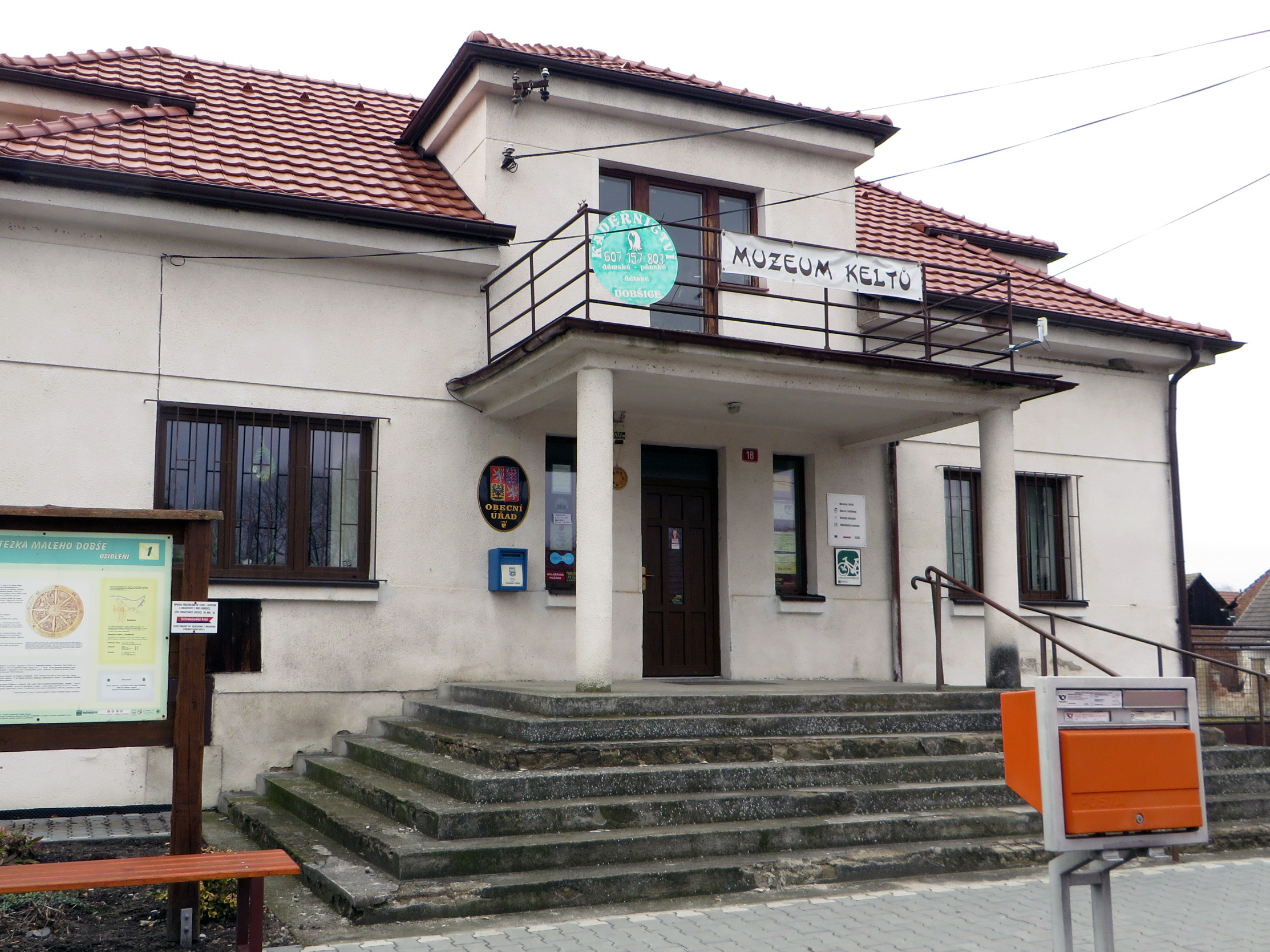
Obecní úřad s knihovnou a malým muzeem Keltů
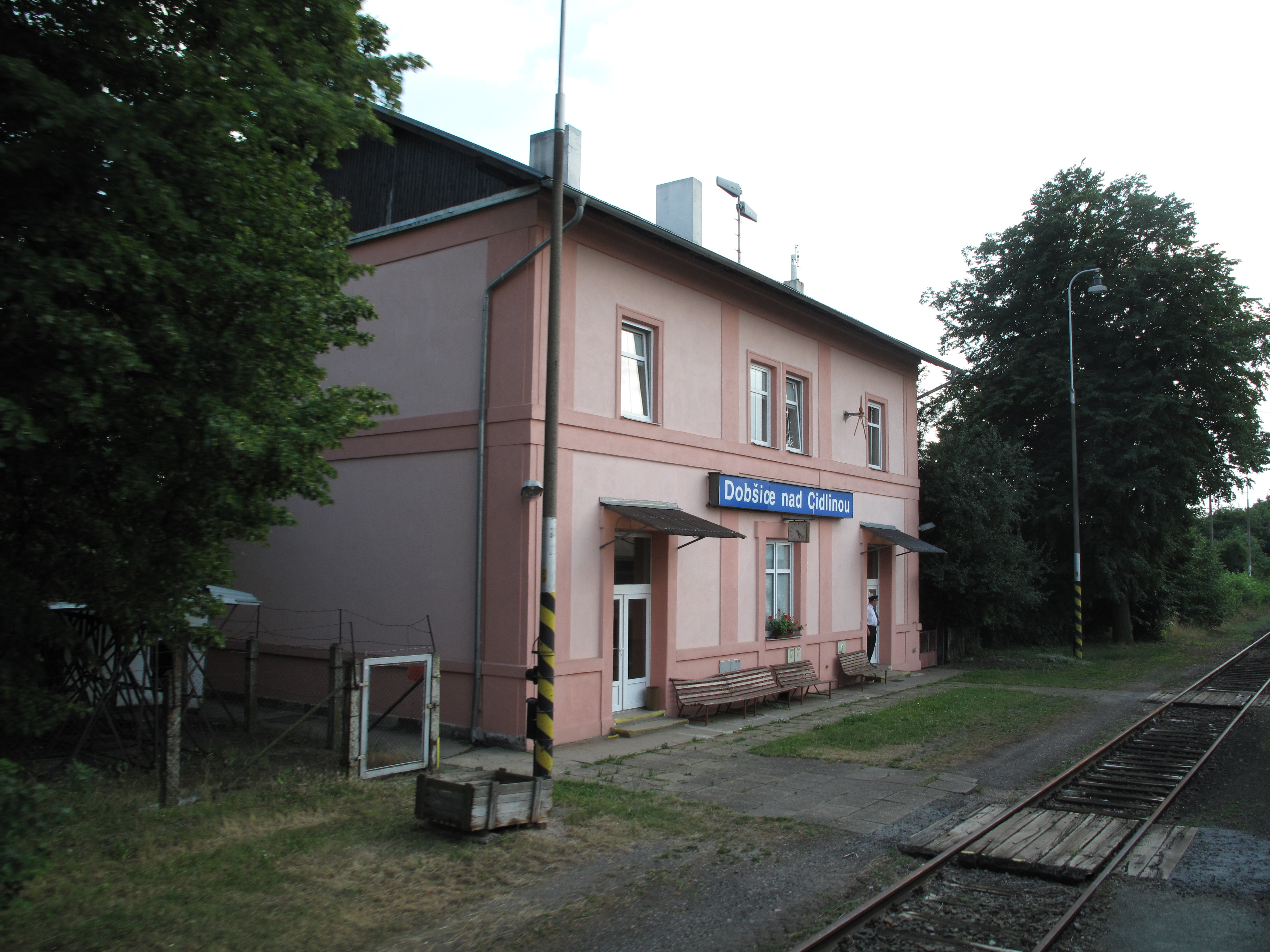
Železniční stanice Dobšice